# Liste des députés européens du Luxembourg de la 5e législature
Cet article présente la liste des députés européens du Luxembourg élus lors des élections européennes de 1999 au Luxembourg.
| Nom                                                            | Parti                                   | Groupe parlementaire européen | Portrait |
| -------------------------------------------------------------- | --------------------------------------- | ----------------------------- | -------- |
| Astrid Lulling (Remplace Viviane Reding le 15 septembre 1999.) | Parti populaire chrétien-social         | PPE-DE                        |          |
| Jacques Santer                                                 | Parti populaire chrétien-social         | PPE-DE                        |          |
| Colette Flesch (Remplace Charles Goerens le 7 août 1999.)      | Parti démocratique                      | ELDR                          |          |
| Robert Goebbels                                                | Parti ouvrier socialiste luxembourgeois | PSE                           |          |
| Jacques Poos                                                   | Parti ouvrier socialiste luxembourgeois | PSE                           |          |
| Claude Turmes                                                  | Les Verts                               | Verts/ALE                     |          |